# Conservadorismo social

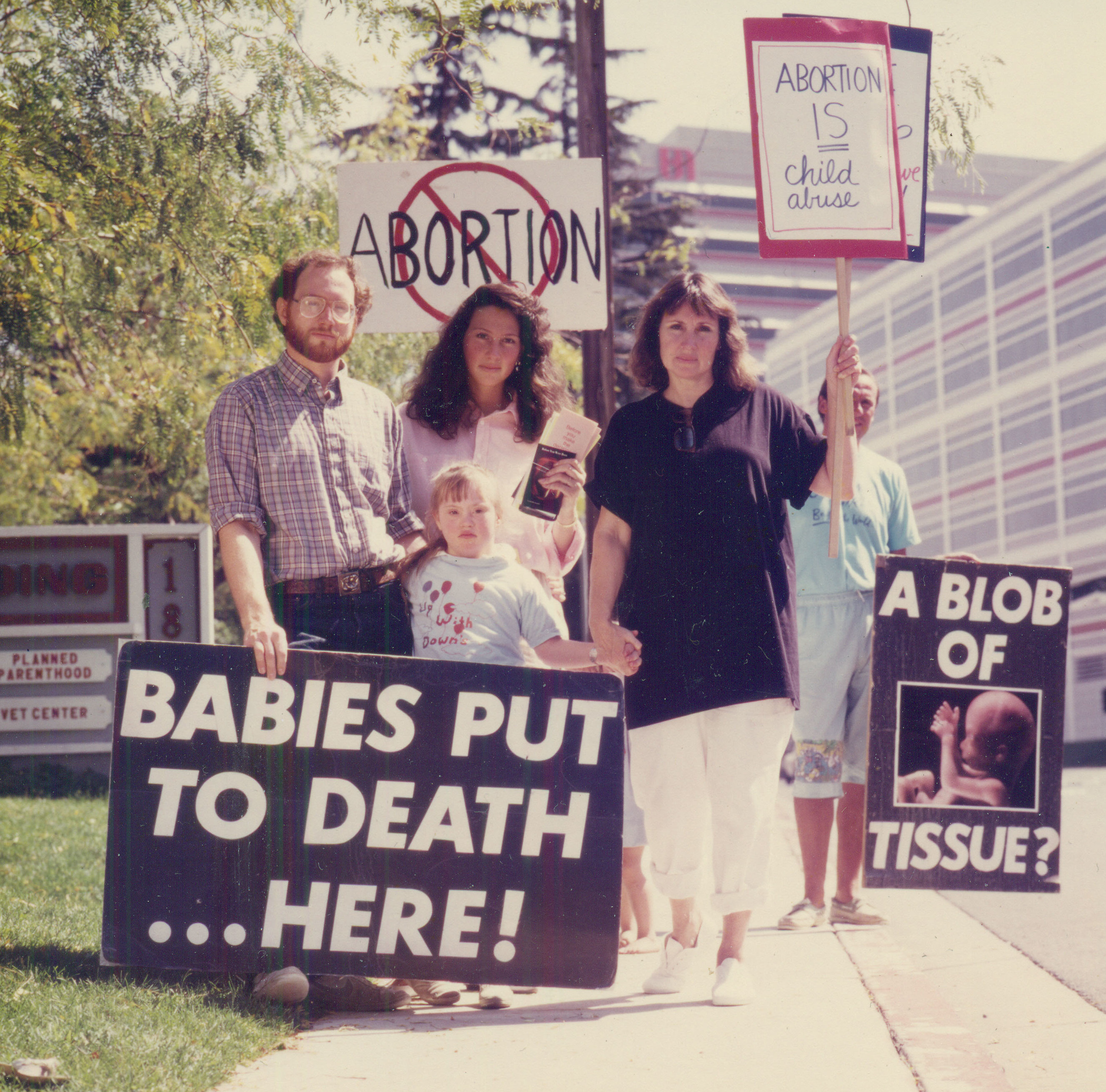
Protesto antiaborto, 1986.

Conservadorismo social é uma ideologia política ou moral que acredita que o governo e/ou a sociedade possui um papel em encorajar ou estimular os valores ou comportamentos que consideram tradicionais.
O significado aceito de moralidade tradicional às vezes difere de grupo para grupo dentro do conservadorismo social. Logo, não há políticas ou posições que poderiam ser consideradas universais. Existem, no entanto, princípios os quais pelo menos a maioria dos conservadores sociais aderem. Conservadores sociais em vários países geralmente são: contra o aborto, opõem-se à modificação do código genético humano, apoiam a definição de casamento apenas como sendo entre um homem e uma mulher, veem o modelo de família nuclear como a unidade fundadora da sociedade, se opõem à expansão do casamento civil e dos direitos de adoção para casais homossexuais; promovem a moralidade pública e valores familiares tradicionais e são favoráveis, de forma geral, ao repúdio à pornografia e à prostituição.

## Ideais do conservadorismo social

### Dignidade da vida humana
O conservadorismo social tende a se opor ao aborto, à eutanásia e à manipulação de células-tronco. Esse conservadorismo, por sua vez, é interessante porque as liberdades individuais da democracia representativa são mantidas, especialmente onde esses valores fazem parte da tradição e da cultura.
Embora existam valores comuns, também existem diferenças entre os partidos sociais conservadores, especialmente em questões como a defesa ou rejeição do aborto historicamente, o conservadorismo tem sido contra a destruição de todos os tipos de vida humana.

### Opiniões sobre o matrimônio e família
Os conservadores sociais promovem uma vida afetiva e sexual desenvolvida exclusivamente no casamento, opondo-se a qualquer tipo de separação conjugal, especialmente o divórcio, com posições críticas da mesma forma em relação ao adultério e ao concubinato. Da mesma forma, este tipo de conservadorismo tende a opor-se à aplicação e legalização do casamento homossexual, bem como ao seu direito de adoção, por ser contrário à estrutura tradicional do casamento e da família como núcleo unitário da sociedade. No entanto, existem grupos do Conservadorismo LGBT que se consideram socialmente conservadores em valor, distanciando-se dos preconceitos em torno do chamado "estilo de vida gay".
O conservadorismo social também apoia a disseminação de valores familiares tradicionais, bem como o conceito de moralidade pública apoiando ações como a proibição da venda de drogas e a rejeição institucional de qualquer elemento obsceno ou indecente como degradante, com o objetivo de manter a ordem. público de acordo com a "Moral e os bons costumes".
Nas relações intrafamiliares, boa parte desses setores rejeita a promoção de conceitos como o interesse superior da criança ou a autonomia progressiva, defendendo a ideia tradicional de sujeição estrita dos menores à autoridade dos pais e de outros adultos (Adultocentrismo). Eles criticam que a promoção dos Direitos da Criança enfraqueceu a autoridade dos pais e acarreta o risco de degradação moral das famílias e da sociedade. Por outro lado, alguns setores defendem o poder do marido sobre a esposa, de acordo com a rejeição a qualquer forma de feminismo ou de promoção dos direitos das mulheres.